# Івангородський Костянтин Васильович
Івангородський Костянтин Васильович (нар. 8 січня 1978, Черкаси) — український історик, доктор історичних наук, доцент кафедри історії України Черкаського національного університету імені Богдана Хмельницького.

## Біографія
Народився 8 січня 1978 року в Черкасах. 1999 року закінчив історичний факультет Черкаського національного університету ім. Б. Хмельницького. З вересня 1999 року — викладач кафедри історії України ЧНУ. Впродовж жовтня 2000 — жовтня 2003 роках перебував в аспірантурі на тій же кафедрі. У травні 2004 року захистив кандидатську дисертацію на тему — «Етносоціальні процеси в південних староствах Київського воєводства (друга половина XVI — перша половина XVII століття)». З червня 2006 року — доцент кафедри історії України (до літа 2016 року називалася історії та етнології України) Черкаського національного університету ім. Б. Хмельницького. Автор понад 100 публікацій (у тому числі дві монографії). Коло наукових інтересів: теорія та методологія історіографії, сучасна історіографія етнічної історії східних слов'ян, середньовічна та ранньомодерна історія України, теоретичні аспекти етнології, теорія етносоціальних процесів, історія етнологічної науки, історія формування української нації, етносоціальна історія українського козацтва, міжспільнотні взаємини. Вивчає історичні і культурні зв'язки України з Білоруссю та Польщею. Викладає ряд дисциплін: «Історична етнологія», «Історія етнологічної науки», «Річ Посполита в соціокультурному просторі Центрально-Східної Європи», «Антропологія міста», «Етнодемографія», «Історія та культура України», «Етнографія».

## Основні наукові праці
- Івангородський К. В. Селянство Полудневої Київщини в XVI — середині XVII ст. (Студії з етносоціальної історії). — Черкаси: ЧНУ, 2006. — 144 с.
- Івангородський К. В. Етносоціальний вимір українського козацтва (Нариси з історії Південної Київщини кінця XV — середини XVII ст.). — Черкаси: Вид. Чабаненко А. Ю., 2012. — 240 с.
- Івангородський К. В. [та ін.] Образ Білорусі в історіографії та історичній пам'яті українців: Колективна монографія [у співавторстві] / Керів. автор. кол. та ред. В. Масненко. — Черкаси: ЧНУ, 2015. — 212 с.
- Івангородський К. В. Ісламський Крим і православна українська народність: міжспільнотні взаємини в контексті етносоціальних трансформацій XV—XVII ст. // Іслам і Україна / За ред. М. Кірюшко. — К. : Ансар Фаундейшн, 2005. — С. 101—134.
- Івангородський К. В. Етнодемографічні процеси на Великому Кордоні в контексті взаємин української та кримськотатарської спільнот (XVI—XVII ст.) // Наддніпрянська Україна: історичні процеси, події, постаті: Зб. наук. пр. / За ред. С. Світленко та ін. — Дніпропетровськ: Вид-во ДНУ, 2006. — Вип. 4. — С. 62–71.
- Івангородський К. В. Землеробство в економіці Кримського ханства (XV—XVII ст.): історична інтерпретація проблеми // Український селянин: Зб. наук. пр. — Черкаси: Черкаський національний університет, 2006. — Вип. 10. — С. 198—204.
- Івангородський К. В. Проблема ясиру в контексті міжспільнотних взаємин України та Кримського ханства (XV—XVII ст.) // Україна соборна: Зб. наук. ст. — Вип. 4, Т. 2. — К. : Інститут історії України НАНУ, 2006. — С. 3–12.
- Івангородський К. В. Радянський історіографічний міф про Люблінську унію як «загарбання України» Польщею // Mity i stereotypy w dziejach Polski i Ukrainy w XIX i XX wieku / Pod red. A. Czyzewskiego, R. Stobieckiego, T. Toborka, L. Zaszkilniaka. — Warszawa ; Lodz, 2012. — S. 438—447.
- Івангородський К. В. Сучасна білоруська національна історіографія у сприйнятті істориків з Білорусі // Історіографічні дослідження в Україні: Зб. наук. пр. / Гол. ред. В. Смолій. — К. : Інститут історії України НАНУ, 2016. — Вип. 26.